# Albert Fia
Albert Fia (1 de Janeiro - 7 de Junho de 2004) foi um engenheiro canadense que desenvolveu o foguete Black Brant. Ele ficou conhecido como o "pai dos foguetes canadenses".
Nascido em Lethbridge, Alberta, ele entrou para a Bristol Aerospace em 1958 chegando a alcançar o posto de vice Presidente.

## References
- «IEEE Canada Newsletter, September 2004»